# The New York Times International Edition
Il The New York Times International Edition (fino al 2016 The International New York Times) è un quotidiano statunitense edito dalla New York Times Company; versione internazionale del New York Times, condivide con esso lo staff giornalistico e le agenzie stampa.

## Storia

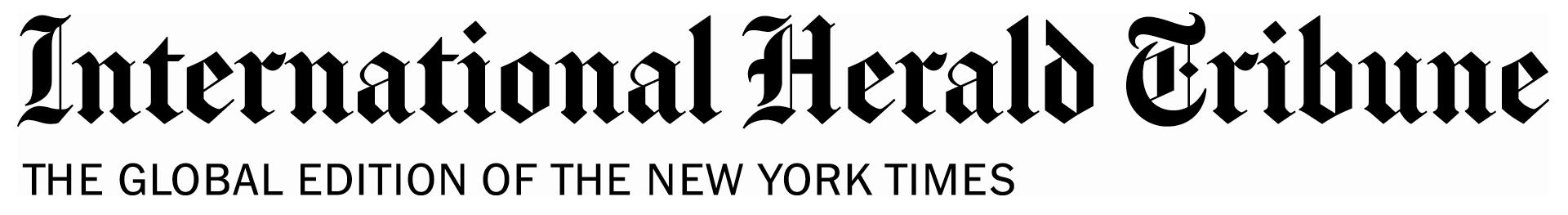
La testata International Herald Tribune usata dal 1967 al 2013

Fondato il 4 ottobre 1887 da James Gordon Bennett Jr., già proprietario del New York Herald, ha la sua sede in Neuilly-sur-Seine, un sobborgo di Parigi, e oggi è completamente di proprietà della New York Times Company, dopo che quest'ultima completò il 30 dicembre 2002 l'acquisizione del restante 50% delle azioni di proprietà del Washington Post, mettendo così fine a una collaborazione durata 35 anni.
Nel 1967 cambiò nome in International Herald Tribune, ma il 15 ottobre 2013 il nome della testata tornò ad essere The International New York Times, così com'era stato fino al 1967. Il cambiamento riflette il passaggio di proprietà del giornale, ora interamente a capo del New York Times. Nell'ottobre 2016 il giornale cambia nuovamente nome in The New York Times International Edition.
L'influente quotidiano è stampato in 35 luoghi e venduto in più di 180 Paesi. Nel 2004 ebbe una tiratura di 240 500 copie, in diminuzione rispetto al 2003 quando era di 269.000. Il giornale conta circa 335 impiegati.
A partire da gennaio 2019, il giornalista italiano Mario Calvo-Platero è direttore responsabile dell'edizione distribuita in Italia.